# 10151 Rubens
10151 Rubens è un asteroide della fascia principale. Scoperto nel 1994, presenta un'orbita caratterizzata da un semiasse maggiore pari a 2,2591633 UA e da un'eccentricità di 0,1956355, inclinata di 6,31886° rispetto all'eclittica.
L'asteroide è dedicato a Peter Paul Rubens, celebre pittore fiammingo del XVII secolo.